# Brytyjscy Faszyści
Brytyjscy Faszyści (ang. British Fascists, do 1924 r. British Fascisti) – brytyjskie faszystowskie ugrupowanie polityczne działające w latach 20. i I poł. lat 30. XX w.
Brytyjscy Faszyści zostali założeni w maju 1923 r. przez Rothę Linton-Orman, pod wrażeniem tzw. marszu na Rzym włoskich faszystów Benita Mussoliniego i jego rozprawy z socjalistami. Było to pierwsze brytyjskie ugrupowanie polityczne o charakterze faszystowskim. Liczyło kilka tysięcy członków, głównie emerytowanych oficerów i b. członków skrajnego skrzydła Partii Konserwatywnej. Program zawierał takie hasła jak wyrażanie miłości do króla i ojczyzny, zwiększenie roli Izby Lordów, wprowadzenie systemu korporacyjnego, obrona porządku publicznego przed zaburzeniami ze strony komunistów, czy propozycja obniżenia podatków szlachetnie urodzonym, aby mogli zatrudniać więcej służby, co doprowadziłoby do zmniejszenia bezrobocia. Występowano też przeciwko lewicy, a szczególnie komunistom, obawiając się wybuchu rewolucji. Występowały również wątki antysemickie. Pojawił się ponadto nurt „faszystowskiego feminizmu”; specjalne kobiece komanda miały patrolować ulice Londynu w poszukiwaniu prostytutek i komunistek, aby je następnie reedukować. Partia była zorganizowana w sposób paramilitarny, z podziałem na oddziały, kompanie, dywizje, dystrykty, hrabstwa i obszary, na czele których stały dowództwa. Główne decyzje podejmowała Wielka Rada Faszystowska (Fascist Grand Council). Istniały bojówki partyjne zwane Defence Force na czele z szefem sztabu. Prowadzono też działalność „wywiadowczą i kontrwywiadowczą” skierowaną przeciwko związkom zawodowym i komunistom.
Poważną rolę odegrali członkowie Brytyjskich Faszystów podczas strajku generalnego w Wielkiej Brytanii w 1926 r. inspirowanego przez Komintern. Pomagali wówczas utrzymać służby publiczne. Nie uzyskali jednak zgody od władz rządowych na akces do Organisation for the Maintenance of Supplies, która powstała w celu zmobilizowania antystrajkowych sił porządkowych. Od 1927 r. zaczęto nosić niebieskie koszule jako oficjalny partyjny strój. Po 1931 r. pojawiła się coraz silniejsza tendencja pełnego zaadaptowania programu włoskiej Narodowej Partii Faszystowskiej. Działalność głównych działaczy ugrupowania skupiała się w dużym stopniu na ustalaniu, co oznacza słowo „faszyzm” w brytyjskiej wersji. Doprowadziło to do serii rozłamów, w wyniku których wyłoniły się kolejno różne faszystowskie grupy, jak National Fascisti, British National Fascists, United Empire Fascists, Fascists League. Ugrupowanie osłabiło powstanie w 1932 r. Brytyjskiej Unii Faszystów Oswalda Mosleya. Ostatecznie przestało ono istnieć po śmierci jego założycielki R. Linton-Orman w 1935 r.